# 宇文貴 (許國公)
宇文貴（？—568年1月1日），字永貴，夏州朔方郡（今陝西省榆林市靖邊縣）人，祖籍昌黎郡大棘县（今辽宁省锦州市义县），北魏、西魏、北周官员，西魏十二大将军之一。

## 生平
宇文贵的父親宇文莫豆干，保定年間，因为宇文贵的显著功绩，获追赠柱国大将军、少傅、夏州刺史、安平郡公。宇文貴的母親剛懷孕時，夢見有一老人抱著一個嬰兒交給她說：“把這孩子賜給你，让他长寿又富贵”。等到宇文贵出生的时候，形貌和母亲梦中的婴儿类似，所以用永贵做宇文贵的表字。
宇文贵从小跟随老师学习，曾经合上书感叹道：“男儿应当提长剑立战功以封公侯，怎么能像教书先生一样当个博士!”正光末年，破六汗拔陵围困夏州，夏州刺史源子雍固守城池，宇文贵出任统军，前往救援夏州。宇文贵前后经历数十次战斗，军中将士都佩服他的勇敢。后来宇文贵护送源子雍返回，当时叛军首领叱干麒麟、薛崇礼等人到处屯兵，出兵截击，宇文贵每次奋战，都击败叛军，出任武骑常侍。宇文贵后来跟随源子雍讨伐葛荣，兵败逃到邺城，被葛荣包围。叛军多次前来进攻，宇文贵总是从城上缒下出战，叛军不敢与他正面交锋。但是叛军众多，长久无法解围。宇文贵就从地道悄悄出来，北上去见尔朱荣，陈述叛军兵势，尔朱荣深深的采纳他的建议。永安元年（528年），宇文贵跟随尔朱荣在滏口俘虏葛荣，加别将。永安二年（529年）四月，宇文贵跟随元天穆平定邢杲，转任都督。永安二年五月，元颢攻入洛阳，宇文贵率领乡兵跟随尔朱荣焚烧河桥，奋力作战有功，加征虏将军，封革融县侯，食邑一千户，后出任郢州刺史，入朝任武卫将军、阁内大都督。
永熙三年（534年），宇文贵跟随魏孝武帝元修西入关中，进爵化政郡公。大统初年，宇文贵升任右卫将军。宇文贵善于骑马射箭，有将帅的才干。宇文泰因与宇文贵是同族，所以非常亲信倚重他。大统三年（537年），宇文贵升任车骑大将军、仪同三司，十月，宇文贵与独孤信攻入洛阳。
大统三年十月，东魏颍州长史贺若统占据颍川向西魏投降，东魏派遣尧雄、赵育、是云宝率领两万军队进攻颍川。宇文贵和梁迁从洛阳率领步兵骑兵两千人救援。西魏部队驻扎在阳翟时，尧雄等人的部队已经越过马桥，距离颍川只有三十里，东魏行台任祥也率领黄河以南的士兵四万多人，与尧雄等人会合。西魏的将领们都认为敌众我寡，不可交战。 宇文贵说：“兵势变化，本不可以用常理来讨论。古人能以少胜多，都是由于预先估计到成败，定下必胜之策。我虽然不懂得取胜之事，可是认为进兵与贺若会合，是最好的计策。请允许我为各位讲一下。尧雄等人必定认为颍川孤立无援，形势危急，不是他们的对手，而且认为魏军兵少力弱，孤军冒进，如果全力进攻颍川，一定很容易占领。攻陷颍川以后，就会与任祥会合，同流合污，为害更大。如今屯兵阳翟，就是中了他们的计策。如果贺若统沦陷，我们在这里还能干什么？如果进兵据守颍川，有城可守。尧雄见大军入城，出乎他的预料，进攻则犹豫不决，退兵则无可能。然后与各军全力进击，即可所向披靡。希望各位不要再迟疑。”宇文贵进入颍川城。尧雄等人率军缓缓逼近，宇文贵率领一千人背靠城市布阵，与尧雄交战，宇文贵的战马被乱箭射中，就持短兵器徒步格斗。西魏士卒效命，尧雄大败，轻装逃走，赵育在阵前投降。西魏军缴获了东魏军的军用物资，俘虏一万多人，下令全部放回。任祥听说尧雄失败的消息，不敢继续前进。不久，怡峰率领五百骑兵支援宇文贵，宇文贵乘胜进逼任祥。任祥撤退到宛陵进行防守，宇文贵和怡峰乘胜追击到宛陵。当时天色昏暗，双方布阵相峙。次日天明，双方交战，任祥的军队大败，被俘虏和斩杀很多，是云宝向西魏投降。
宇文贵的军队班师后，西魏文帝元宝炬在天游园，把黄金制成的酒杯放在箭靶上，命令各位官员射箭，射中的就把金酒杯赐给他。宇文贵一箭就射中。西魏文帝笑着说：“养由基射术的精妙，仅仅和你相当而罢了。”宇文贵升任侍中、骠骑大将军、开府仪同三司，历任夏岐二州刺史。大统十六年（550年），宇文贵升任中外府左长史，进位大将军。
大统十六年（550年）二月，宕昌王梁弥定被族人梁獠甘驱逐后逃到西魏，梁獠甘又勾结羌族酋长傍乞铁匆，傍乞铁匆占据渠株川，拥有部落数千家，和渭州百姓郑五丑煽动羌族诸部起兵反叛，在险要地方设置栅栏十余处。宇文泰命令大将军豆卢宁率领宇文贵、凉州刺史史宁出兵讨伐，宇文贵等人俘虏了傍乞铁匆和郑五丑并将他们斩首。史宁另外出兵击败梁獠甘，梁獠甘率领一百名骑兵投奔巩廉玉，于是重新迎立梁弥定为宕昌王，在渠株川设置岷州。朝廷赞美宇文贵的功劳，于是在粟坂树立石碑，记录他的功勋。
西魏废帝初年，宇文贵出任岐州刺史。西魏废帝二年（553年），宇文贵出任大都督、兴西益等六州诸军事、兴州刺史。之前兴州氐人反叛，宇文贵到兴州后，人心才渐渐安定。宇文贵上表请求在梁州设置屯田，结果几个州都是粮食丰足。西魏废帝三年（554年），魏废帝诏令宇文贵代替尉迟迥镇守巴蜀。当时隆州人开府李光赐在盐亭反叛，与他的党羽帛玉成、寇食堂、谯淹、蒲皓、马术等人围攻隆州。隆州人李祏也聚众叛乱，开府张遁举兵响应。宇文贵命令开府叱奴兴援救隆州，又命令开府成亚进攻李祏和张遁。叛军形势窘迫，因此投降，被押送京师。宇文贵因功出任都督益潼等八州诸军事、益州刺史，加小司徒。之前蜀地百姓有很多强盗，宇文贵便下令招募勇敢矫健之士，部署为游动出击的军队，分为二十四部，让他们督率追捕，使巴蜀逐渐平息下来。西魏恭帝二年（555年）十二月，宇文贵派谯淹的堂侄谯子嗣前往诱降，许愿以谯淹出任大将军。谯淹不答应，斩杀谯子嗣。宇文贵大怒，进攻谯淹，谯淹从东遂宁撤军，改为驻扎在垫江。
周孝闵帝元年（557年）正月，北齐南安城城主冯显向北周请求投降，宇文贵派遣丰州刺史郭彦率领士兵迎接冯显，北周于是占据南安。周孝闵帝元年二月甲午，宇文贵进位柱国，出任御正中大夫，又外任都督甘州诸军事。武成元年（559年）三月，宇文贵和贺兰祥讨伐吐谷浑。军队返回后，宇文贵于武成元年九月辛未（559年11月2日）进封许国公，食邑一万户，原有的爵位回封给一个儿子。宇文贵升任大司空，代理小冢宰。保定四年八月戊子（564年8月24日），宇文贵出任大司徒，又升任太保。
宇文贵喜欢音乐，沉迷于下棋，流连忘返不知疲倦，但是宇文贵乐善好施，爱惜士人，当时人们都很称赞他。保定五年二月辛酉（565年3月25日），周武帝宇文邕诏令陈国公宇文纯、柱国许国公宇文贵、神武公窦毅、南安公杨荐等人，前往突厥可汗的牙帐迎娶阿史那皇后，天和二年（567年），宇文贵从突厥返回，十一月癸丑（568年1月1日）在回到张掖时去世，朝廷赠予太傅，谥号穆。

## 家庭

### 子女
- 宇文善，隋朝上柱国、太保、许国公
- 宇文忻，隋朝上柱国、杞国公
- 宇文恺，隋朝金紫光禄大夫、工部尚书、安平康公

## 延伸阅读
[在维基数据编辑]
 《周書·卷19》，出自令狐德棻《周書》